# Nina Warken
Pour les articles homonymes, voir Warken.
Nina Warken, née le 15 mai 1979 à Bad Mergentheim, est une personnalité politique allemande, membre de l'Union chrétienne-démocrate (CDU). Elle est ministre fédérale de la Santé depuis 2025.

## Biographie
Nina Warken rejoint le CDU en 2002. 
Elle est députée au Bundestag de 2013 à 2017 et depuis 2018. Elle est spécialisée dans les questions de droit. 
Elle est ministre fédérale de la Santé dans le cabinet Merz depuis 2025 et sa nomination surprend en raison de son expérience limitée,.